# Coppa dell'Europa Centrale 1933
La Coppa dell'Europa Centrale 1933 fu la 7ª edizione della Coppa Mitropa e si tenne dal 21 giugno all'8 settembre 1933.
Fu vinta dall'Austria Vienna che si impose nella doppia finale contro gli Italiani dell'Ambrosiana-Inter con un 4-3 complessivo (1-2 e 3-1).
I migliori marcatori della competizione furono gli Italiani Raimundo Orsi (Juventus) e Giuseppe Meazza (Ambrosiana-Inter), il cecoslovacco František Kloz (Sparta Praga) e l'Austriaco Matthias Sindelar (Austria Vienna).
La formula, come quella dell'edizione precedente, previde due club ciascuno da Austria, Cecoslovacchia, Italia e Ungheria e incontri a eliminazione diretta di andata e ritorno.
L'Austria riserva un posto per i vincitori della Coppa Nazionale.
Nella semifinale d'andata tra Austria Vienna e Juventus (3-0) le reti sono segnate da Matthias Sindelar al 3' e al 52' e da Viktor Spechtl al 89'.

## Partecipanti
| Nazione                   | Squadra                     | Campionato                                                                | Note                            |
| ------------------------- | --------------------------- | ------------------------------------------------------------------------- | ------------------------------- |
| Austria (bandiera)        | First Vienna Austria Vienna | Campione d'Austria 1932-33 Vincitrice Coppa d'Austria 1932-33             | 6º campionato d'Austria 1932-33 |
| Cecoslovacchia (bandiera) | Slavia Praga Sparta Praga   | Campione di Cecoslovacchia 1932-33 Vicecampione di Cecoslovacchia 1932-33 |                                 |
| Ungheria (bandiera)       | Újpesti Hungária MTK        | Campione d'Ungheria 1932-33 Vicecampione d'Ungheria 1932-33               |                                 |
| Italia (bandiera)         | Juventus Ambrosiana-Inter   | Campione d'Italia 1932-33 Vicecampione d'Italia 1932-33                   |                                 |

## Torneo
|  | Quarti di finale | Quarti di finale | Quarti di finale | Quarti di finale | Quarti di finale |  |  | Semifinali       | Semifinali       | Semifinali       | Semifinali       | Semifinali |   |   | Finale         | Finale         | Finale | Finale | Finale |  |
|  |                  |                  |                  |                  |                  |  |  |                  |                  |                  |                  |            |   |   |                |                |        |        |        |  |
|  | Újpesti          | Újpesti          | 2                | 2                | 4                |  |  |                  |                  |                  |                  |            |   |   |                |                |        |        |        |  |
|  | Juventus         | Juventus         | 4                | 6                | 10               |  |  | Juventus         | Juventus         | 0                | 1                | 1          |   |   |                |                |        |        |        |  |
|  | Slavia Praga     | Slavia Praga     | 3                | 0                | 3                |  |  | Austria Vienna   | Austria Vienna   | 3                | 1                | 4          |   |   |                |                |        |        |        |  |
|  | Austria Vienna   | Austria Vienna   | 1                | 3                | 4                |  |  |                  |                  |                  |                  |            |   |   | Austria Vienna | Austria Vienna | 1      | 3      | 4      |  |
|  | Hungária MTK     | Hungária MTK     | 2                | 1                | 3                |  |  |                  |                  | Ambrosiana-Inter | Ambrosiana-Inter | 2          | 1 | 3 |                |                |        |        |        |  |
|  | Sparta Praga     | Sparta Praga     | 3                | 2                | 5                |  |  | Sparta Praga     | Sparta Praga     | 1                | 2                | 3          |   |   |                |                |        |        |        |  |
|  | First Vienna     | First Vienna     | 1                | 0                | 1                |  |  | Ambrosiana-Inter | Ambrosiana-Inter | 4                | 2                | 6          |   |   |                |                |        |        |        |  |
|  | Ambrosiana-Inter | Ambrosiana-Inter | 0                | 4                | 4                |  |  |                  |                  |                  |                  |            |   |   |                |                |        |        |        |  |

### Quarti di finale

#### Andata
| Arbitro: | Frigyes Klug |

|                              |           |                    |
| Kopecký 26’, 49’ Svoboda 31’ | Marcatori | 11’ (aut.) Zenisek |

| Arbitro: | Alois Beranek |

|                       |           |                                                |
| Pusztai 77’ Jávor 87’ | Marcatori | 6’ Varglien 13’ Borel 64’ Sernagiotto 76’ Orsi |

| Arbitro: | Hans Frankenstein |

|                      |           |                               |
| Kalmár 29’ Dudás 82’ | Marcatori | 37’ Kloz 45’ Boucek 57’ Silny |

| Arbitro: | Mihály Iváncsics |

|              |           |  |
| Wortmann 18’ | Marcatori |  |

#### Ritorno
| Arbitro: | Bohumil Ženišek |

|                                                  |           |                    |
| Orsi 30’, 82’, 84’ (rig.), 88’ Varglien 36’, 39’ | Marcatori | 18’ Jávor 70’ Avar |

| Arbitro: | Francesco Mattea |

|                      |           |          |
| Kloz 31’ (rig.), 66’ | Marcatori | 65’ Cseh |

| Arbitro: | Frantisek Cejnar |

|                                 |           |  |
| Meazza 38’, 50’, 86’ Frione 65’ | Marcatori |  |

| Arbitro: | Rinaldo Barlassina |

|                                   |           |  |
| Stroh 28’ Viertl 55’ Sindelar 78’ | Marcatori |  |

### Semifinali

#### Andata
| Arbitro: | Adolf Miesz |

|                                   |           |             |
| Levratto 8’ Demaría 35’, 40’, 44’ | Marcatori | 64’ Nejedly |

| Arbitro: | Arpad Klein |

|                                    |           |  |
| Sindelar 3’ Viertl 52’ Spechtl 88’ | Marcatori |  |

#### Ritorno
| Arbitro: | Alois Beranek |

|               |           |                           |
| Kloz 25’, 60’ | Marcatori | 30’ Serantoni 40’ Demaría |

| Arbitro: | Frantisek Cejnar |

|             |           |           |
| Ferrari 21’ | Marcatori | 85’ Stroh |

### Finale

#### Andata
| Arbitro: | Ferenc Klug |

|                                                                                                   |            |                                                                                   |
| Meazza 40’ Levratto 41’                                                                           | Marcatori  | 77’ Viertl                                                                        |
| Ceresoli Agosteo Allemandi Pitto Faccio Castellazzi Frione De Manzano Meazza (c) Demaría Levratto | Formazioni | Billich Graf Nausch (c) Najemnik Mock Gall Molzer Stroh Sindelar Jerusalem Viertl |
| Árpád Weisz                                                                                       | Allenatori | Josef Blum                                                                        |

#### Ritorno
| Arbitro: | František Cejnar |

|                                                                                     |            | |
| Sindelar 45’ (rig.), 80’, 88’                                                       | Marcatori  | 85’ Meazza |
| Billich Graf Nausch Najemnik Mock Adamek Molzer Stroh Sindelar (c) Jerusalem Viertl | Formazioni | · Ceresoli · Agosteo · Allemandi 67’ · Pitto · Viani · Faccio · Frione · Serantoni · Meazza (c) · Demaría 65’ · Castellazzi |
| Josef Blum                                                                          | Allenatori | Árpád Weisz |

## Classifica marcatori
| Gol |  |  | Giocatore         | Squadra          |
| --- |  |  | ----------------- | ---------------- |
| 5   |  |  | Raimundo Orsi     | Juventus         |
| 5   |  |  | František Kloz    | Sparta Praga     |
| 5   |  |  | Giuseppe Meazza   | Ambrosiana Inter |
| 5   |  |  | Matthias Sindelar | Austria Vienna   |
| 4   |  |  | Atilio Demaría    | Ambrosiana-Inter |
| 4   |  |  | Rudolf Viertl     | Austria Vienna   |
| 3   |  |  | Giovanni Varglien | Juventus         |